# Me Against the World
Me Against the World (в переводе с англ. — «Я против мира») — третий студийный альбом Тупака Шакура, изданный 14-го марта 1995 года, и являющийся одним из наиболее успешных альбомов артиста. Сразу после выхода альбом возглавил чарты Billboard 200 и Billboard Hip-Hop Albums, вследствие чего достиг тройного платинового статуса RIAA. По общему признанию критиков, альбом считается «Magnum Opus’ом» в карьере музыканта, и одним из наиболее влиятельных хип-хоп альбомов всех времён.
Диск был записан за неделю до обвинения в сексуальном насилии, в котором помимо Тупака обвинялись ещё два человека. Возможно, из-за нависшего тюремного срока материал альбома во многом изменился по сравнению с предыдущими альбомами. Me Against the World стал первым альбомом, артист которого был заключён под тюремный срок, в то время как диск вышел в продажу, возглавив при этом главные музыкальные чарты Billboard 200 и Billboard Hip-Hop Albums. К тому же, альбом достиг статуса тройной платины и был номинирован в 1996-м году на Soul Train Music Awards, где получил главную награду за «Лучший рэп-альбом». Первый сингл «Dear Mama» попал в топ главного чарта Billboard Hot 100, и возглавил чарты Hot Rap Sigles и Hot Dance Singles Sales, оказавшись самым успешным синглом музыканта на тот момент.

## Награды и номинации
На 38-й церемонии «Грэмми» в 1996 году, альбом Me Against the World был номинирован на Best Rap Album, а сингл «Dear Mama» был номинирован Best Rap Solo Performance. В 2008 году, National Association of Recording Merchandisers включила альбом в Зал славы рок-н-ролла, поставив альбом на 170 строчку из 200.

## Список композиций
| #  | Название                  | Исполнитель(и)    | Продюсер(ы)                                                  |
| -- | ------------------------- | ----------------- | ------------------------------------------------------------ |
| 1  | «Intro»                   |                   | Tony Pizzaro; Jill Rose (сопродюсер)                         |
| 2  | «If I Die 2Nite»          | 2Pac              | Easy Mo Bee                                                  |
| 3  | «Me Against the World»    | 2Pac; Dramacydal  | SoulShock & Karlin                                           |
| 4  | «So Many Tears»           | 2Pac              | Shock G                                                      |
| 5  | «Temptations»             | 2Pac              | Easy Mo Bee                                                  |
| 6  | «Young Niggaz»            | 2Pac              | Le-Morrious «Funky Drummer» Tyler; Moe Z.M.D.                |
| 7  | «Heavy in the Game»       | 2Pac; Richie Rich | Mike Mosley; Sam Bostic                                      |
| 8  | «Lord Knows»              | 2Pac              | Brian G; Moe ZMD (сопродюсер); Tony Pizarro (сопродюсер)     |
| 9  | «Dear Mama»               | 2Pac              | Tony Pizarro; DF Master Tee (сопродюсер); Moses (сопродюсер) |
| 10 | «It Ain’t Easy»           | 2Pac              | Tony Pizarro                                                 |
| 11 | «Can U Get Away»          | 2Pac              | Mike Mosley                                                  |
| 12 | «Old School»              | 2Pac              | SoulShock, Ezi Cut (сопродюсер), Jay B (сопродюсер)          |
| 13 | «Fuck the World»          | 2Pac              | Shock G                                                      |
| 14 | «Death Around the Corner» | 2Pac              | Johnny «J»                                                   |
| 15 | «Outlaw»                  | 2Pac; Dramacydal  | Moe Z.M.D.                                                   |

## Чарты

### Альбом
| Чарт                        | Позиция |
| --------------------------- | ------- |
| Swedish Albums Chart        | 40      |
| U.S. Billboard 200          | 1       |
| U.S. Top R&B/Hip-Hop Albums | 1       |

### Синглы
| 1995 | «Dear Mama»     | 9  | 1  | 3  | 1  | 16 |
| 1995 | «So Many Tears» | 44 | 41 | 21 | 6  | —  |
| 1995 | «Temptation»    | 68 | —  | 35 | 13 | —  |

## Семплы
| - «If I Die 2Nite» - «Tonight» — Kleeer - «Tonight’s the Night» — Betty Wright - «Deep Cover» — Dr. Dre - «Me Against the World» - «Inside My Love» — Минни Рипертон - «Walk On By» — Айзек Хейз - «So Many Tears» - «That Girl» — Стиви Уандер - «Can U Get Away» - «Happy Feelin’s» — Maze - «Young Niggaz» - «She’s Strange» — Cameo - «Sing a Simple Song» — Sly & the Family Stone | - «Heavy in the Game» - «Just Be Good to Me» — The SOS Band - «Lord Knows» - «All I Ask» — The Blackbyrds - «Dear Mama» - «In My Wildest Dreams» — Joe Sample - «Sadie» — The Spinners - «Temptations» - «Computer Love» — Zapp - «Sing a Simple Song» — Sly & the Family Stone - «Watch Yo’ Nuggets» — Redman - «Old School» - «Dedication» — Brand Nubian - «We Share» — Soul Searchers |